# Estación de Ermidas-Sado
La Estación Ferroviária de Ermidas-Sado, igualmente conocida por Estación de Ermidas, es una estación de ferrocarriles de las Líneas del Sur, Sado y Sines, que sirve a la localidad de Ermidas-Sado, en el ayuntamiento de Santiago do Cacém, en Portugal.

## Características

### Vías y andenes
En enero de 2011, presentaba cuatro vías, una con 679 metros de longitud, y las restantes, con 620 metros; las dos plataformas tenían 40 y 70 centímetros de altura, y 139 y 208 metros de longitud.

## Historia
Esta estación se encuentra en el tramo de la Línea del Sado entre Alvalade y Lousal, que se abrió a la explotación el 1 de agosto de 1915. La Línea de Sines, por su parte, comenzó a ser construida el 6 de diciembre de 1919, siendo abierto el primer tramo, entre Ermidas-Sado y São Bartolomeu da Serra, el 9 de abril de 1927.